# Aarno Maliniemi
Aarno Henrik Maliniemi, t.o.m. 1930 Malin (9. maj 1892 i Uleåborg – 8. oktober 1972 Helsingfors) var en finsk kirkehistoriker, professor i kirkehistorie ved Helsingfors universitet 1945-1960.
Maliniemi er mest kendt for sin viden om middelalderens kirkehistorie. Han har studeret tidlig finsk litteratur, og været redaktør for mange publikationer om oprindelse og bibliografier.